# Pennsylvania occidentale
La Pennsylvania occidentale è una regione geografica posizionata nella parte occidentale dello stato della Pennsylvania, negli Stati Uniti.
Pittsburgh è la città principale della regione, con una popolazione dell'area metropolitana di circa 2,4 milioni di persone e funge da centro economico e culturale. Erie, Altoona e Johnstown sono i suoi altri centri metropolitani. Secondo il censimento del 2010, la popolazione totale della Pennsylvania occidentale era di quasi 4 milioni.
Sebbene il Commonwealth non designi la Pennsylvania occidentale come una regione ufficiale, sin dai tempi coloniali ha conservato un'identità distinta non solo per la sua distanza geografica da Filadelfia, il primo insediamento della Pennsylvania, ma soprattutto per la sua separazione topografica dall'est in virtù dei monti Appalachi, che caratterizzano gran parte della regione occidentale. Nel XVIII secolo, questa separazione fece sì che alcuni proponessero la formazione di un 14º Stato in questa regione, chiamata Westsylvania. La forte identità culturale della Pennsylvania occidentale è rafforzata dalle sedi della Corte suprema di Stato a Pittsburgh, oltre a Harrisburg e Filadelfia.

## Contee
Fin dagli inizi del ventesimo secolo, libri accademici come Guidebook to Historic Western Pennsylvania, pubblicato dall'Università di Pittsburgh Press (1938), definiscono formalmente la regione come le ventisei contee a ovest del divario appalachiano, un meridiano da nord nella contea di McKean giù e lungo il suo confine orientale e termina a sud nella contea di Bedford.
In ordine alfabetico quelle contee sono:
- Contea di Allegheny
- Contea di Armstrong
- Contea di Beaver
- Contea di Bedford
- Contea di Blair
- Contea di Butler
- Contea di Cambria
- Contea di Cameron
- Contea di Clarion
- Contea di Clearfield
- Contea di Crawford
- Contea di Elk
- Contea di Erie
- Contea di Fayette
- Contea di Forest
- Contea di Greene
- Contea di Indiana
- Contea di Jefferson
- Contea di Lawrence
- Contea di McKean
- Contea di Mercer
- Contea di Somerset
- Contea di Venango
- Contea di Warren
- Contea di Washington
- Contea di Westmoreland

## Descrizione
Da tempo riconosciuta come una delle principali aree industriali degli Stati Uniti, la Pennsylvania occidentale è una grande entità geofisica e socio-economica. Comprende quella parte dello Stato ad ovest del displuvio degli Appalachi e inclusa nel bacino idrografico del Mississippi.
I fiumi più grandi in quest'area sono l'Allegheny, che scorre verso sud dal confine con lo Stato di New York, e il Monongahela, che scorre verso nord dalla Virginia occidentale. Questi due fiumi si incontrano nel centro di Pittsburgh e si uniscono per formare l'Ohio, che da quel punto scorre per ulteriori 981 miglia (1 579 km) sud-ovest verso il fiume Mississippi. La confluenza tra Allegheny e Monongahela era storicamente considerata strategica e la porta verso l'interno del continente venendo da est. La confluenza è stata di volta in volta chiamata "Forks of the Ohio", Fort Duquesne, Fort Pitt, il Triangolo d'oro e oggi, al suo apice, Point State Park. Nonostante diversi decenni di guerra di frontiera e 150 anni di urbanizzazione nel centro della città, la capanna originale del 1764 di Fort Pitt è ancora presente ed è uno degli edifici più antichi della regione.
Altri fiumi notevoli sono il Youghiogheny, che scorre a nord dalla Virginia occidentale e dal Maryland occidentale per unirsi al Monongahela appena a monte di Pittsburgh, e che fu la prima via di penetrazione nella Pennsylvania occidentale, il Kiskiminetas, il French Creek, un passaggio importante tra il lago Erie e il fiume Allegheny per gli indiani, i primi esploratori e commercianti francesi, e il piccolo Oil Creek nelle contee di Crawford e Venango, le cui chiazze davano un'indicazione delle riserve di petrolio e nei cui spartiacque fu trivellato il primo pozzo di petrolio negli Stati Uniti.
Il punto più alto della Pennsylvania, il monte Davis, raggiunge i 3 213 piedi (979 m), e si trova vicino al confine meridionale dello Stato nella contea di Somerset, a circa 100 miglia (160 km) ad est dell'angolo sud-occidentale, dove gli Appalachi entrano in Pennsylvania da sud. A ovest e a nord di questo punto si trova l'altopiano di Allegheny, così eroso che sembra essere una serie interminabile di alte colline e ripide vallate. Le cime della zona sono tra le più basse degli altopiani della East Coast, ma compensano la scarsa altezza con una vasta estensione, e costituiscono una formidabile barriera per miglia e miglia ai tragitti via terra provenienti dalla costa.

## Formazione scolastica
La Pennsylvania occidentale ospita oltre due dozzine di istituti di istruzione superiore, compresi quelli elencati di seguito. (I seminari non sono elencati)
- Allegheny College
- The Art Institute of Pittsburgh
- Community College of Allegheny County (diversi campus)
- Community College of Beaver County
- Butler County Community College (diversi campus)
- California University of Pennsylvania
- Carlow University
- Università Carnegie Mellon
- Chatham University
- Clarion University of Pennsylvania
- Duquesne University
- Edinboro University of Pennsylvania
- Gannon University
- Geneva College
- Grove City College
- Indiana University of Pennsylvania (diversi campus)
- La Roche University
- Lake Erie College of Osteopathic Medicine
- Mercyhurst University
- Mount Aloysius College
- Penn Highlands Community College
- Pennsylvania State University (diversi campus)
- Point Park University
- Robert Morris University
- Saint Francis University
- Saint Vincent College
- Seton Hill University
- Slippery Rock University of Pennsylvania
- Thiel College
- Università di Pittsburgh (diversi campus)
- Vincentian Academy
- Washington and Jefferson College
- Waynesburg University
- Westminster College
- Westmoreland County Community College

## Sport
Pittsburgh vanta tre squadre sportive della Major League: Pittsburgh Steelers, della National Football League, Pittsburgh Pirates della Major League Baseball e Pittsburgh Penguins della National Hockey League. I Pittsburgh Panthers sono una squadra universitaria di football americano, nella Divisione I della NCAA. Erie e Johnstown hanno anche squadre junior di hockey su ghiaccio. Gli Erie Otters giocano nella Ontario Hockey League e i Johnstown Tomahawks giocano nella North American Hockey League.